# Grallaire demi-lune
Grallaricula lineifrons
Espèce
Statut de conservation UICN

 LC  : Préoccupation mineure
Le Grallaire demi-lune, Grallaricula lineifrons, est une espèce d'oiseaux de la famille des Grallariidae. L'espèce est endémique du nord-ouest du continent sud-américain.

## Description
Les mâles mesurent environ 12 cm pour un poids de 20 g à 23 g et le dimorphisme sexuel est peu prononcé car les femelles ont un poids compris entre 17 g et 22 g pour une taille comparable.
L'espèce est décrite par le naturaliste américain Frank Michler Chapman en 1924.

## Répartition et habitat
Cette espèce est endémique du nord-ouest de l'Amérique du Sud (repérée en Bolivie et en Équateur)
Son habitat naturel est subtropical, des forêts tropicales humides d'altitude (chaîne des Andes), généralement au dessus de 2 000 m et jusqu'à la limite des forêts d'altitude sur ce continent (~3 500 m).